# Nerkin Cachkawan
Nerkin Cachkawan – wieś w Armenii, w prowincji Tawusz. W 2011 roku liczyła 532 mieszkańców.